# 紅芒果冰品店
紅芒果冰品店（英語：Red Mango）是一種冻酸奶和冰沙的品牌，在美國25個州共有超過200多個餐館，以及墨西哥和中美洲有100個餐館。